# Ramses XI
Ramses XI was de tiende en laatste farao uit de 20e dynastie van Egypte (Nieuwe Rijk) en regeerde van ca. 1100 tot 1070 v.Chr.

## Naam
De farao noemen we tegenwoordig Ramses XI, maar zo werd de farao op dat moment niet genoemd. Zijn geboortenaam of Sa-Re-naam luidt: Ramesisoe Chaemoeaset Merenamon Netjer-Heka-Ioenoe wat betekent: "Geboren uit Re, Verschijning in Thebe, De god: heer van Heliopolis". Zijn troonnaam of Nesoet-bit-naam luidt: Menmaätre Setepenptah wat betekent "De rechtvaardigheid van Re, Gekozene van Ptah".

## Familie
Wie de vader was van Ramses XI is onbekend. Gesuggereerd wordt dat hij de zoon van Ramses IX of X is, maar dat is speculatie. Hij trouwde vermoedelijk met Tentamon I, die een dochter was van Nebseny. Vermoedelijk kregen ze samen twee dochters: Tentamon II en Henettaoei.
Omdat Ramses XI geen mannelijke erfgenamen had trouwden de opvolger van de 21e dynastie van Egypte: Nesoebanebdjedet of Smendes en de hogepriester van Amon: Pinedjem I met de dochters van Ramses.

## Regering
Ramses XI volgt Ramses X op als farao. Hij erft een rijk dat al in verval is sinds Ramses III. Enkele van de vele problemen waarmee hij te kampen heeft zijn de toenemende macht van de Amon-priesters en opstandige Libiërs. Tijdens zijn 19e regeringsjaar roept hogepriester Herihor zich uit tot heerser van het zuiden en eigent zich koninklijke titels toe, terwijl hogepriester en generaal Smendes de macht in het noorden in handen heeft. Het lijkt een gedoogconstructie te zijn waarbij Ramses XI alleen op papier nog heerser is. Rond het 26e regeringsjaar van Ramses XI trekt Herihor naar het noorden om daar zijn macht te verstevigen. Hij draagt de macht in het zuiden over aan hogepriester/generaal Pianch (of Pianki). Na het overlijden van Pianch komt in het 29e regeringsjaar Pinodjem I aan de macht. Met de dood van Ramses XI in zijn 30e regeringsjaar komt een einde aan de 20e dynastie en het Nieuwe Rijk. Generaal Smendes wordt de eerste farao van de 21e dynastie in het noorden en Pinodjem I zal het zuiden 38 jaar regeren.

## Graf
Gedurende zijn regering begint Ramses XI met het bouwen van een graf in de Vallei der Koningen (Graf DK 4), maar om onbekende redenen wordt dat nooit voltooid. Ramses XI is wellicht gestorven en begraven in Neder-Egypte, maar zijn mummie is nooit gevonden of geïdentificeerd.

## Galerij

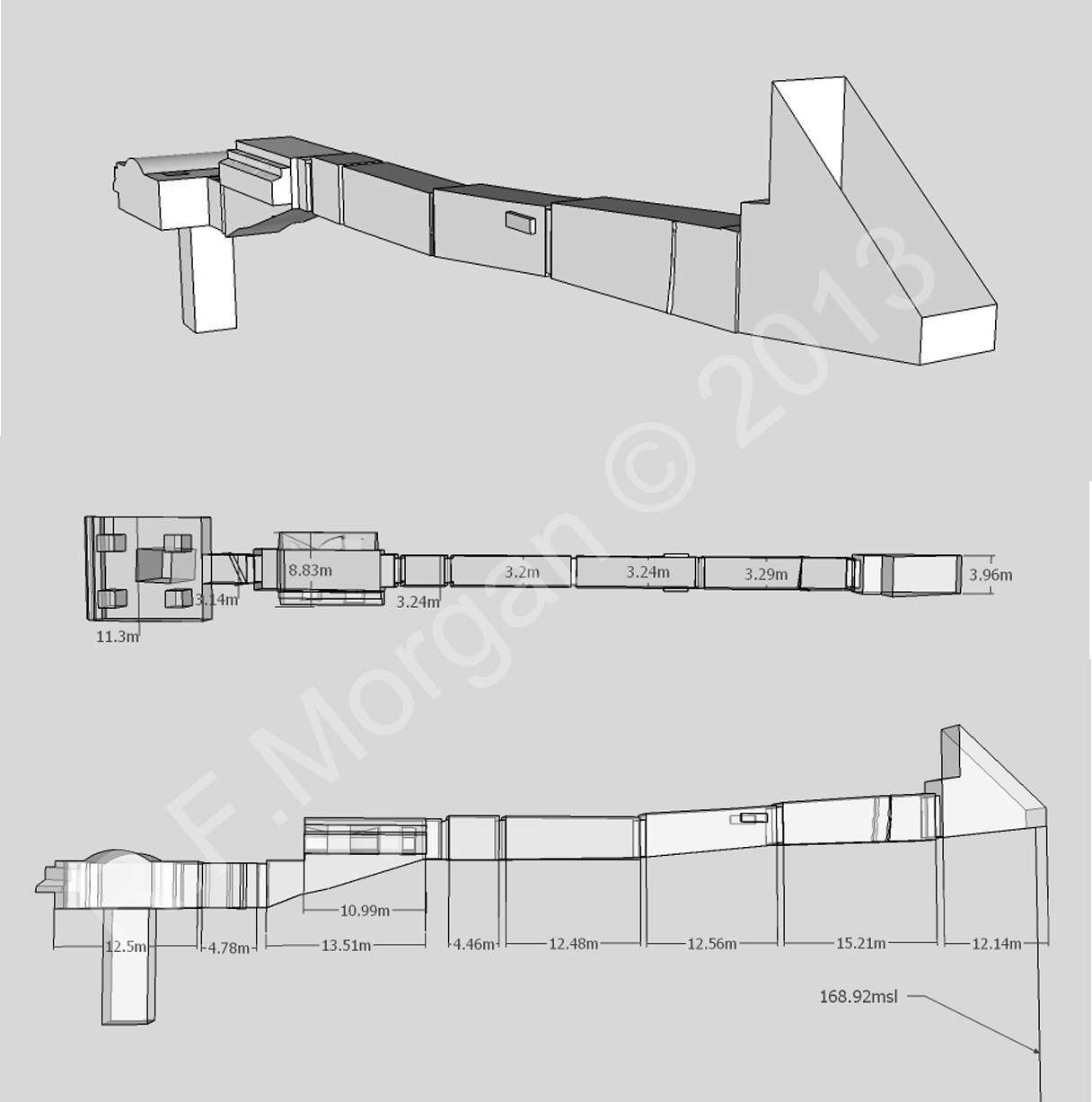
Schematische weergave van het graf van Ramses XI (Graf DK 4)
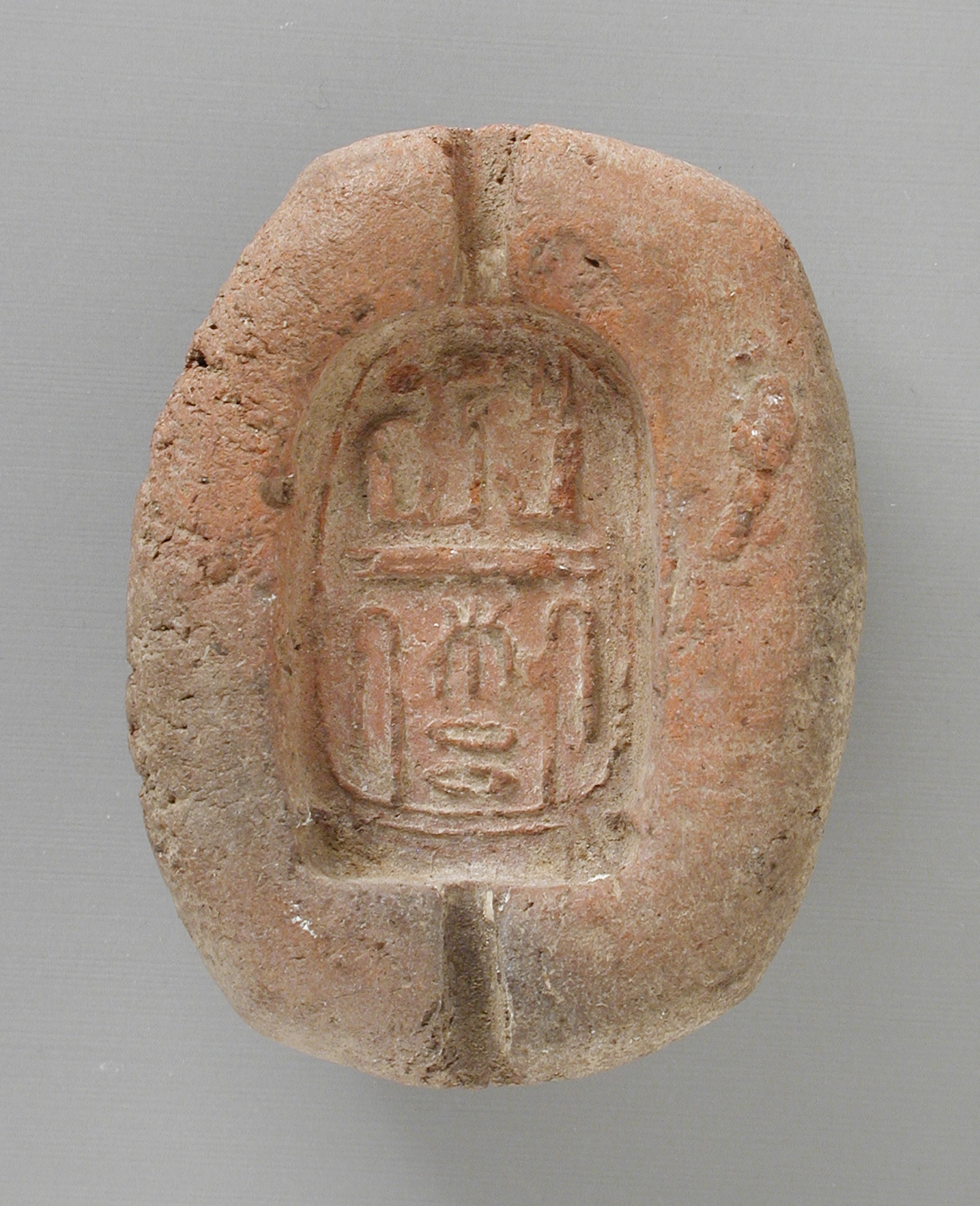
Afdruk van de cartouche van de geboortenaam van Ramses IX of XI LACMA
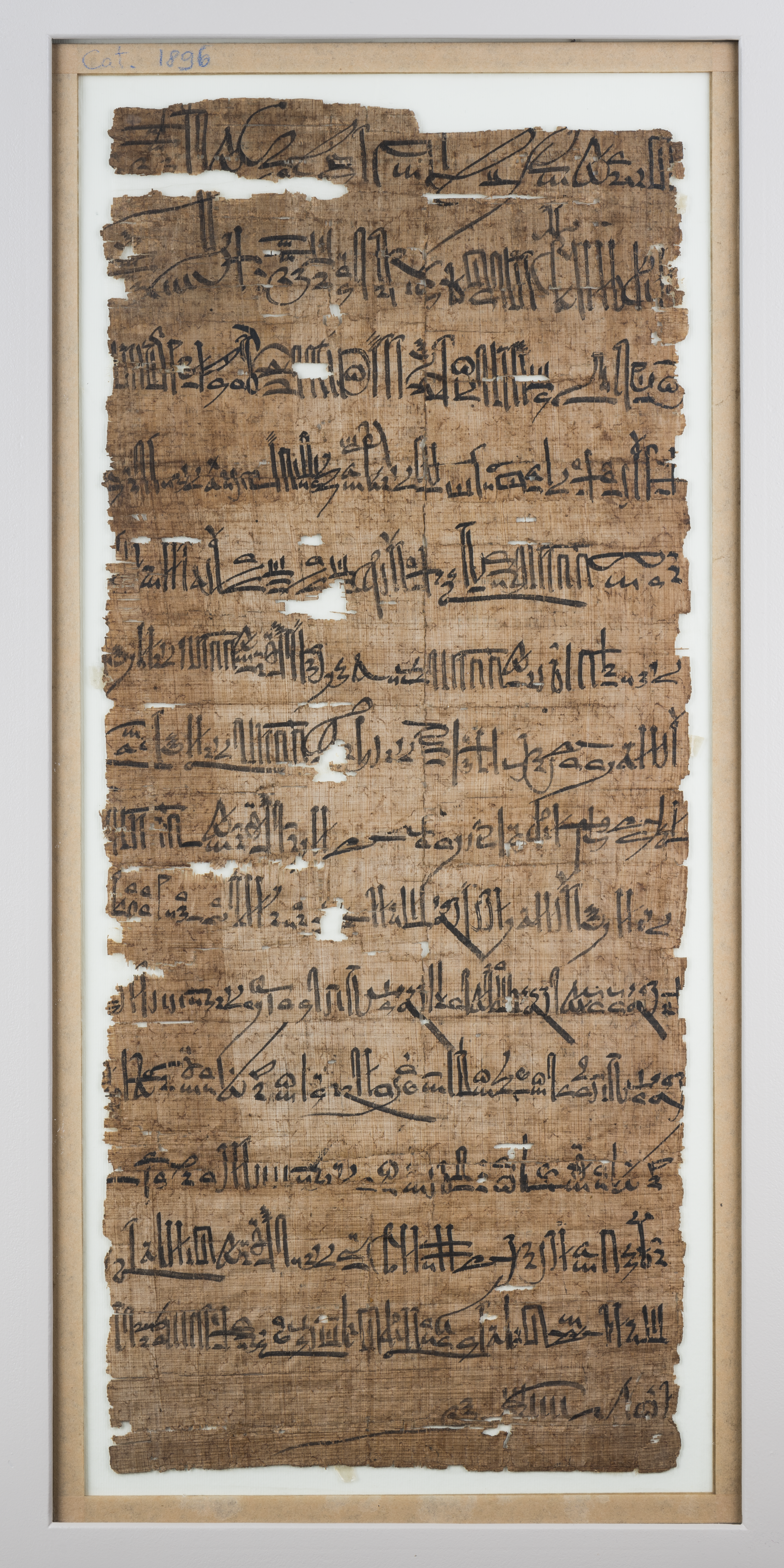
Papyrus die een koninklijke decreet beschrijft van Ramses XI Museo Egizio
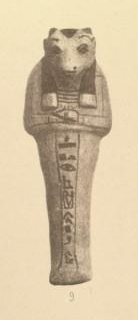
Oesjabti van Ramses XI (1896), opgegraven door Auguste Mariette Louvre